# Ludmiła Grygiel
Ludmiła Grygiel (ur. 6 października 1943 w Wicyniu) – polska historyk, eseistka i tłumaczka. Publikuje w czasopismach polskich i włoskich.

## Życiorys
Studia historyczne odbyła na Uniwersytecie Jagiellońskim w Krakowie (1961-1966). Była stażystką w Instytucie Historii Średniowiecznej Uniwersytetu Jagiellońskiego (1966-1967) oraz redaktorem Wydawnictwa Literackiego w Krakowie (1967-1970).
W 1999 roku wraz z mężem Stanisławem uczestniczyła w II Zgromadzeniu Specjalnym Synodu Biskupów dla Europy. Wraz z mężem  należała do grona przyjaciół Jana Pawła II. Otrzymała nagrodę główną za rok 2017 (wraz z mężem): Feniks 2017.

## Publikacje
Autorka wielu opracowań i publikacji o tematyce religijnej, m.in. tłumaczenia i opracowania „Listów” i „Modlitw” św. Katarzyny ze Sieny, a także publikacji w języku polskim i włoskim o św. Faustynie Kowalskiej oraz kulcie Bożego Miłosierdzia.
- Nauka krzyża – w kwartalniku „Życie Duchowe”, WIOSNA 34/2003[3].
- Świętość dwojga. Pierwsza błogosławiona para małżeńska, Warszawa: Biblioteka "Więzi", 2002, s. 7. ISBN 83-88032-49-6.
- Święta Siostra Faustyna. Posłanniczka Bożego Miłosierdzia – Wyd. Jedność, 2008, s. 148.
- Miłosierdzie Boże dla świata całego. Błogosławiona siostra Faustyna, Kraków 1993.
- Zawierzyć bożemu miłosierdziu. Mistyka siostry Faustyny – Wyd. Znak.
- Miłosierdzie boże dla świata całego – Wyd. Znak.